# Janice Dickinson
Pour les articles homonymes, voir Dickinson.
Janice Doreen Dickinson, née le 15 février 1955 à Brooklyn (New York), est un célèbre mannequin, photographe, actrice et écrivaine américaine. Elle est d'origine irlandaise et polonaise par ses parents, Ray Dickinson et Jennie Pietrzykoski, et une figure emblématique des années 1980.
Recrutée par John Casablancas, elle est sous contrat avec Elite dans les années 1980, elle crée bien plus tard son agence de mannequins, la Janice Dickinson Modelling Agency et a fait une télé-réalité filmant son agence, du même nom que celle-ci.
Elle a également formé Abigail Clancy, le top de Liverpool, dans l'émission Abbey and Janice - The beauty and the best.
Elle est la première à avoir créé une « division latino » : Cette division consiste à avoir des mannequins de type latino du Sud de la Californie. Elle a travaillé avec Peter Hamm et son fils Nathan Fields puis a changé d'associé pour cause de problèmes d'entente et de finance. Son ancien mari est l'associé de la JLE (Jennifer Lopez Entreprise).

## Vie privée
Janice est ouvertement bisexuelle[réf. nécessaire] et est connue pour ses multiples relations tumultueuses.
En 2006, lors d'une entrevue avec le magazine Now, elle révèle avoir peut-être tué accidentellement son père en détruisant les médicaments qu'il utilisait pour ses problèmes cardiaques : « Quand il était sur le chemin de l'hôpital, j'ai jeté ses médicaments et je n'ai rien dit aux médecins. Peut-être que je voulais tuer l'homme qui m'avait abusée ? ».
En 2011, au cours d'une interview lors de son passage dans l'émission Celebrity Rehab, elle se confie sur son alcoolisme et sa toxicomanie ainsi que sur son enfance douloureuse et des abus qu'elle a subi : « J'ai peur, j'ai peur de ne jamais pouvoir m'en sortir face à ces abus ». Janice Dickinson a été la victime de son père, lorsqu'elle était une enfant : « Je ne me sens pas bien au fond de moi. Je ne dors pas. Vous n'avez aucune idée des abus, aucune idée de la souffrance. [...] Des abus physiques, émotionnels et sexuels ». Dans sa description, son père apparaît comme un personnage plein de rage et pédophile. Elle ajoute : « Parce que je ne voulais pas le laisser abuser sexuellement de moi, il m'insultait et me frappait quotidiennement. [...] Je pense que si une personne abuse d'un enfant, elle devrait être castrée immédiatement ».
En mars 2016, elle annonce être atteinte d'un cancer du sein. En août 2016, elle confirme avoir vaincu sa maladie : « J'ai vécu six semaines intenses de radiation qui ont été une vraie torture. Mais le traitement est fini et je suis en paix maintenant grâce à Dieu ».
Depuis le 10 décembre 2016, elle est mariée au psychiatre américain Robert Gerner qu'elle fréquentait depuis septembre 2012. Auparavant, elle a été mariée trois fois; de 1987 à 1992 au producteur de télévision britannique Simon Fields qu'elle fréquentait depuis 1985 avec qui elle aura son premier enfant le 5 mai 1987, un garçon prénommé Nathan Fields. De 1995 à 1996, elle a été mariée à Albert Gerston qu'elle fréquentait depuis 1994[réf. nécessaire]. Elle a également été mariée au chanteur et compositeur américain Ron Levy de 1977 à 1979[réf. nécessaire].

## Participation télévisuelle
Fin 2005, elle apparaît dans le 1er épisode de la saison 8 de la Série TV Charmed.
De 2006 à 2008, elle est à la tête de sa propre émission de télé-réalité: The Janice Dickinson Modeling Agency. Elle apparait aussi dans plusieurs saisons de l'émission America's Next Top Model sur UPN.
Elle participe à la saison 7 de I'm a Celebrity… Get Me Out of Here!. en 2007 et termine deuxième lors de la finale. Parmi les célébrités anglaises figuraient l'ancien footballeur Rodney Marsh ou encore la comédienne Gemma Atkinson.
En juin 2009, elle fait partie des célébrités de la seconde saison de I'm a Celebrity… Get Me Out of Here!, version américaine. À ses côtés, il y avait notamment Lou Diamond Phillips, Stephen Baldwin, Daniel Baldwin, Heidi Montag et Spencer Pratt de l'émission de MTV The Hills.
En 2010, elle participe à la saison 4 de Celebrity Rehab. Cette émission met en scène des célébrités souhaitant stopper une addiction. Parmi les autres "patients" figuraient les comédiens Eric Roberts et Jeremy London.
Elle joue dans la série 90210 Beverly Hills : Nouvelle Génération son propre rôle en 2011.
En 2015, elle participe à la 16e saison de Celebrity Big Brother. Pour l'occasion elle retrouve Daniel Baldwin d'I'm a Celebrity US, et des célébrités comme Jenna Jameson et Fatman Scoop. La même année elle signe pour apparaître dans la saison 6 de l'émission Couples Therapy dans laquelle des célébrités essayent de régler leurs problèmes conjugaux devant les caméras de l'émission. Elle participe donc avec son compagnon le Dr Robert Gerner, mais également avec des célébrités comme Joe Budden ou Scott Stapp.
En 2023, elle participe à la saison « all star » de la version originale d'I'm a Celebrity… Get Me Out of Here!, qui se tourne en Afrique du Sud.